# Енот-полоскун
Ено́т-полоску́н, или америка́нский енот (лат. Procyon lotor), — хищное млекопитающее рода еноты семейства енотовых. Один из немногих видов, которые процветают в условиях усиления антропогенного воздействия, выражающегося в постепенном окультуривании угодий. Енот хорошо приживается в местах интродукции, хотя и является в целом теплолюбивым видом. На территории России вид хорошо освоил западные (причерноморские) и восточные (прикаспийские) регионы Северного Кавказа, где превратился в опасный инвазионный вид, угрожающий местной флоре и фауне. B Беларуси хорошо прижился в Полесье. Енот легко приручается и подходит для разведения в неволе.

## Внешний вид

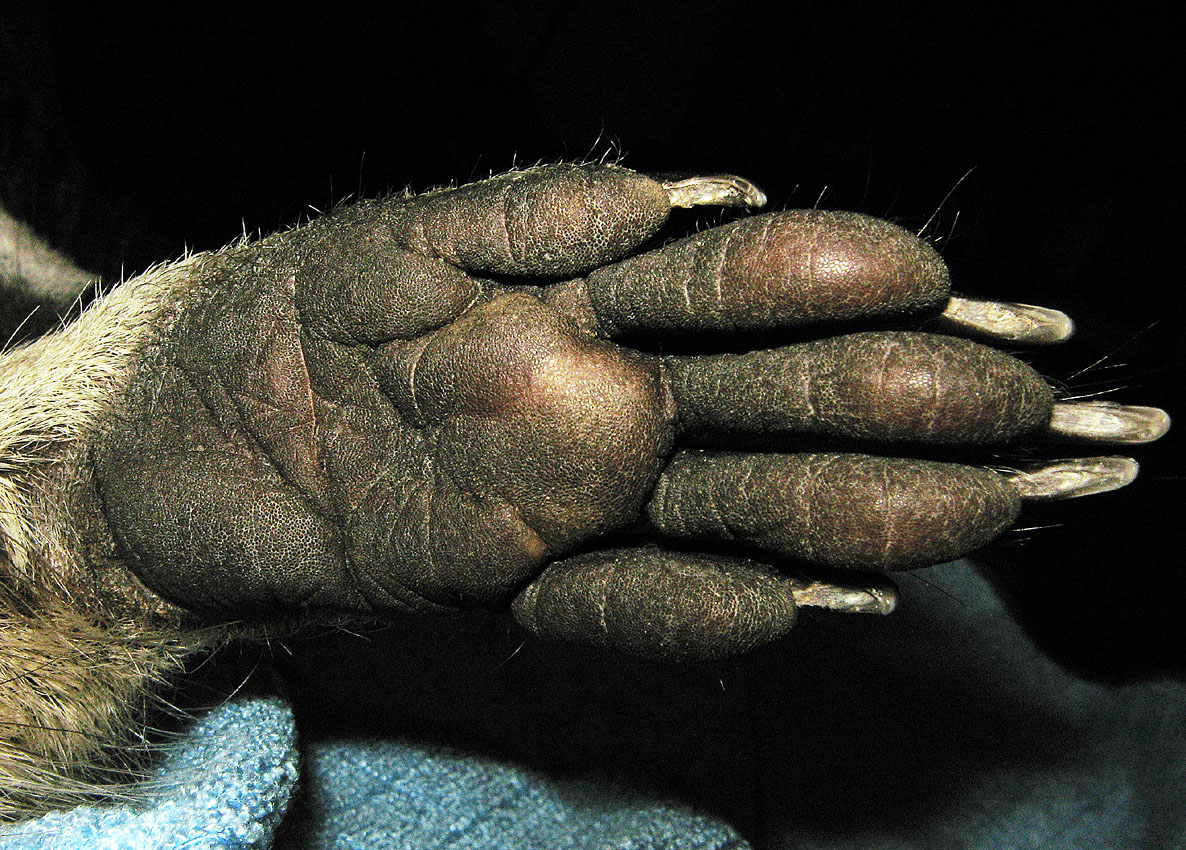
Подошва передней лапы енота

Енот-полоскун - животное средних размеров, типичной внешности для рода, примерно ростом с кошку. Длина тела 65—80 см, хвоста 20—25 см; масса 5—9 кг (к зимней спячке ввиду накопления жировой прослойки). Половой диморфизм слабо выражен, самки несколько меньше самцов и по длине тела, и по весу: длина тела самцов — 43-60 см, хвоста — 20-41 см; у самок длина тела — 41-57 см, хвоста — 19-34 см. Тело короткое и приземистое. Лапы короткие, но не толстые, пятипалые. Пальцы настолько хорошо развиты, что следы похожи на отпечаток человеческой ладони. Енот может передними лапами захватывать и удерживать предметы, в том числе и мыть еду, а также выполнять довольно сложные манипуляции. Высокая чувствительность лап заменяет дальнозоркому еноту зрение вблизи. Мех у енота густой, коричневато-серый. Линяет енот-полоскун раз в году.
Мех густой, мягкий и длинный, хорошо развита подпушь (длина остевых волос — 50-51 мм; пуховых — 35-37 мм). Особо пушистый хвост. Окрас спины — буровато-серый (с мелкой чёрной рябью или потемнением вдоль хребта), брюхо более светлое, подпушь коричневато-серая, тёмных оттенков. Характерным является окрас морды: от глаз к щекам проходит «маска» — чёрное пятно; от носа ко лбу проходит чёрная же узкая полоса; остальная же часть морды — нижняя часть лба, губы и подбородок — белые. Узнаваемым является и полосатый окрас хвоста — в светло-тёмную полоску, всего на хвосте присутствует разделённых сероватыми, желтоватыми или коричневатыми промежутками 5-7 поперечных колец, кверху тёмно-коричневых, и бледно-желтоватых книзу; кончик хвоста — чёрный. Окрас ушей — серые, низ тыльной стороны — тёмный; кисти и стопы — светлые. Линяет енот-полоскун раз в году (в Средней Азии, например, линька продолжается с апреля по август).
Затылочный гребень выражен довольно сильно, в то время как сагиттальный выражен очень слабо либо вовсе отсутствует. Бакулюм самцов крупный (длина — 9,5-11 см), изогнут и имеет S-образный вид. У основания он утолщён, головка раздвоенная.
Зубная формула аналогична для других видов рода:
{\displaystyle I{\frac {3}{3}}C{\frac {1}{1}}P{\frac {4}{4}}M{\frac {2}{2}}=40.}

## Распространение
Естественный ареал енота-полоскуна  — леса Северной Америки, от Панамского перешейка до южных провинций Канады (района озера Атабаска).
Акклиматизация енота-полоскуна на территории Евразии проводилась в Германии и на территории бывшего Советского Союза (наиболее удачно в Азербайджане); из пунктов выпуска енот перебрался во Францию и другие европейские страны. В итоге на территории Европы енот встречается на территории от Франции и Нидерландов до Польши.
В СССР акклиматизация енота проводилась в 1930-х годах в Приморье, затем вновь в 1950-х и 1980-x широкой полосой в европейской части, в Литве, Белоруссии, на Донбассе, в Предкавказье, на Кавказе, в Армении и в Азербайджане. Зверьки также выпускались в Средней Азии (Киргизия, Казахстан) и вновь в Приморье. В 1936 году в ореховых лесах Арсланбоба (Киргизия) был акклиматизирован североамериканский енот-полоскун, где он охотно заселил дупла грецкого ореха. Широко распространился енот и в дельте Волги. Впрочем, в Средней Азии в целом популяция енота-полоскуна, видимо, низкая, не исключается то, что они вообще не прижились.

### Дагестан
Енот хорошо освоил тугайные леса в бассейнах (прежде всего низовьях) Терека и Сулака площадью более 120 тыс. га. Зверь успешно расселился в угодьях Магарамкентского, Дербентского и Каякентского районов Дагестана. Терско-сулакская популяция енота живёт в островных пойменных лесах по Сулаку и Тереку с очень малым количеством больших деревьев. По мере роста численности зверьки занимают и предгорные леса. Еноты обитают и в субтропической дельте Самура.

### Краснодарский край
На Западном Кавказе енот лучше всего освоил леса Краснодарского края. К 1970-м общая площадь поселений енота в Краснодарском крае достигла 780 тыс. га. Здесь еноты расселились не только по пойменным лесам, но и зашли довольно высоко в горы, например, в район горы Индюк. Впрочем, вид здесь демонстрирует ярко выраженную пульсацию численности и ареала. В зависимости от таких факторов, как времени года, количества осадков, урожая или неурожая кормов енот кочует из горных районов в пойменные, приморские и долинные леса, и наоборот. Енот уже давно заселил леса по левобережью Кубани и всё Черноморское побережье от Новороссийска — ст. Эриванской до ст. Даховской — до аула Большой Кичмай. Наиболее хорошо вид укоренился в верховьях Псекупса, по долине реки Пшиш и по лесам практически всех горных речек, впадающих в Чёрное море. Местами освоил и пригороды (Туапсе), парки и лесопарки более мелких населённых пунктов. Как и серая крыса, в случае бесконтрольного размножения енот может превращаться в злостного вредителя местной фауны, распространяет болезни в условиях антисанитарного состояния мусорок и свалок.

### Беларусь
На территорию БССР енот был интродуцирован в 1954 году, тогда 52 особи из Азербайджана были завезены на территорию Припятского заповедника. Четыре года спустя енот также был выпущен на территории ныне не существующего Давид-Городского района Брестчины. Зверьки успешно адаптировались, и к 1965 году численность енотов достигла 1,5 тыс. особей, что позволило разрешить их добычу в 1969—1970 гг. Однако в последующие годы численность енотов в Беларуси существенно сократилась, к настоящему времени енот-полоскун является очень редким, регистрируются лишь единичные особи, но ареал расширился по всей пойме Припяти.

## Классификация
В настоящее время выделяют 22-23 подвида енота-полоскуна (Procyon lotor) (для сравнения, на 1956 г. было описано 16 подвидов), в том числе несколько островных эндемиков, один из которых вымер в середине XX века:
- P. lotor auspicatus
- P. lotor elucus
- P. lotor excelsus
- P. lotor fuscipes
- P. lotor gloveralleni — Барбадосский енот †
- P. lotor grinnelli
- P. lotor hernandezii
- P. lotor hirtus
- P. lotor incautus
- P. lotor inesperatus
- P. lotor insularis — Тресмариасский енот
- P. lotor litoreus
- P. lotor lotor
- P. lotor marinus
- P. lotor maynardi — Багамский енот
- P. lotor megalodous
- P. lotor minor — Гваделупский енот
- P. lotor pacificus
- P. lotor pallidus
- P. lotor psora
- P. lotor pumilus
- P. lotor simus
- P. lotor vancouverensis

В естественном ареале географическая изменчивость выражена сильно: в США с юго-востока (Флорида) на северо-запад (Вашингтон, Орегон) наблюдается увеличение размеров тела.

## Образ жизни и питание

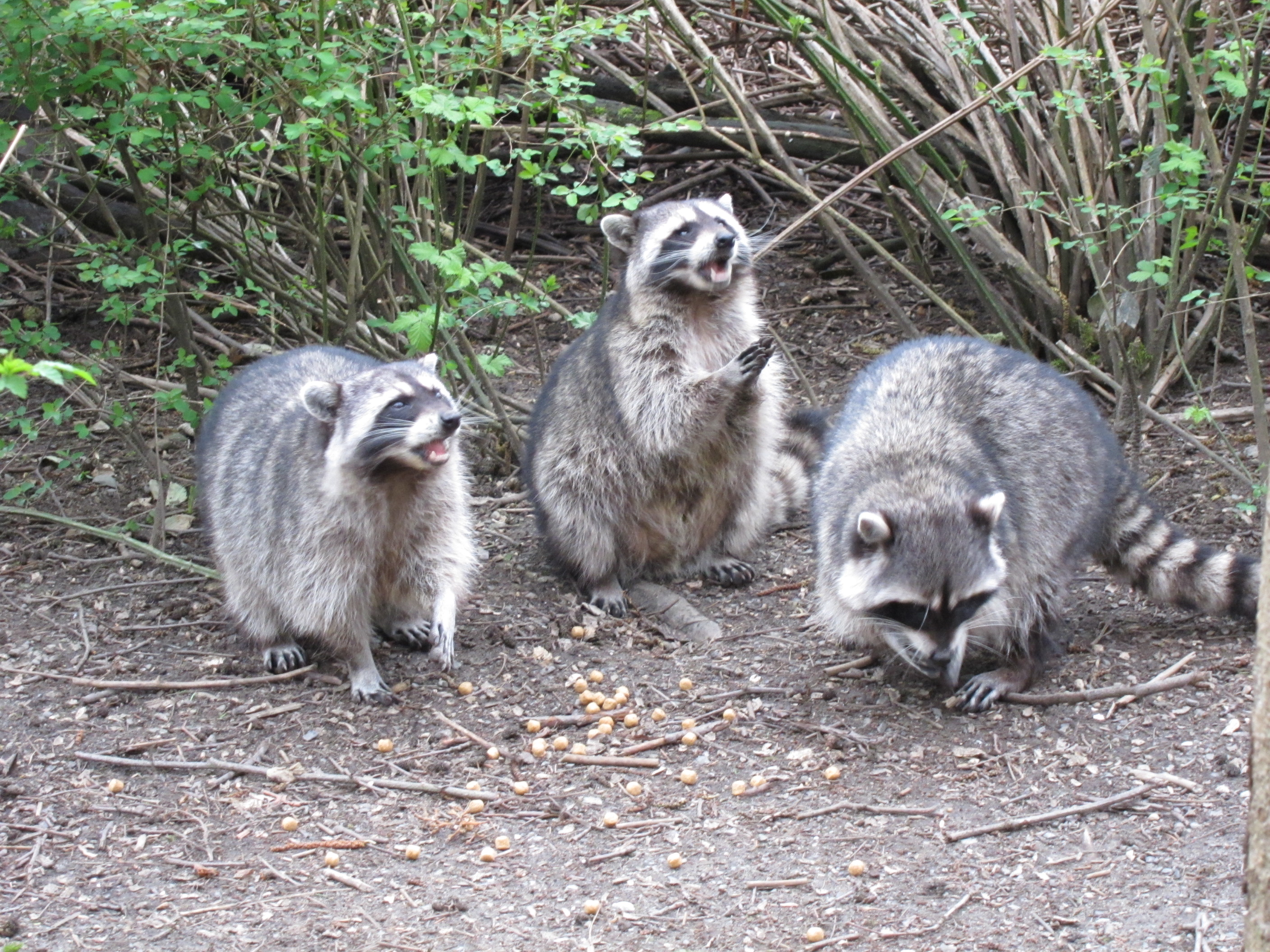
Прикормленные людьми еноты поедают орехи, Стэнли-парк (Ванкувер, Канада)

Для енота-полоскуна наиболее пригодными являются смешанные леса со старыми дуплистыми деревьями, где есть водоёмы или болота. Хвойных лесов и лесов без водоёмов он избегает. На юге ареала водится на морском побережье. Проживает и в горных лесах. На территории Киргизии он поднимается до высоты 2000 м. Енот легко приспосабливается к антропогенному ландшафту, селится на окраинах полей, в садах, нередко в городах и пригородах. Жилища (часто несколько) енот устраивает в дуплах старых деревьев, как правило, диаметром 15-19 см и высотой 11 м от земли. На территории бывшего СССР (включая Россию) главным образом проживает в дуплах лапины, дуба. В крайнем случае он использует наземные убежища: расщелины в скалах, норы барсуков, хатки ондатр и кучи хвороста. Сам енот-полоскун рыть норы не умеет. Ведёт сумеречно-ночной образ жизни, дневные часы проводит в логове. На промысел выходит с наступлением сумерек, обходя свой участок (радиусом до 1,5 км) в поисках пищи. Енот редко удаляется более чем на 1,5 километра от своего жилища. Участки отдельных особей часто перекрывают друг друга, поэтому плотность енота в угодьях может быть довольно высокой.
Енот-полоскун ловко лазает по деревьям. Очень цепкие пальцы позволяют ему висеть, зацепившись за горизонтальный сук, или спускаться по стволу вниз головой. Двигаться енот предпочитает по деревьям с шероховатой корой. Благодаря прекрасному ночному зрению и вибриссам енот уверенно передвигается даже в полной темноте галопом. Пучки вибриссов расположены не только на голове, но и около когтей, на внутренней стороне конечностей, на груди и животе. Бо́льшую часть информации об окружающей среде енот получает с помощью осязания. По земле енот-полоскун обычно передвигается шагом, притом следы располагаются несколько косолапо, пальцами внутрь. Енот хорошо плавает и может пересекать даже горные реки с бурным течением.
Енот-полоскун — единственный представитель семейства енотовых, на зиму впадающий в спячку. Перед спячкой значительно набирает вес, накапливая жир. Спит в дуплах. Собственно спячка, а точнее, зимний сон, неглубокий и прерывистый. Его длительность составляет в среднем 3-4 месяца, но различается в зависимости от местности. В Канаде спячка продолжается 4—5 месяцев (в дуплах во время спячки еноты могут выдерживать температуру до −43 °C), в Беларуси — 30-40 дней, а в южных районах ареала енот часто не засыпает совсем. Енот-полоскун может проводить зиму как в одиночку, так в группе: в крупных дуплах на зимовку собирается до 14 особей. Старые самцы предпочитают впадать в спячку в одиночку. В районах с длительной продолжительностью снегового покрова, например, в Киргизии, енот выходит из спячки, когда на земле ещё лежит глубокий снег. Суровые многоснежные зимы губительно воздействуют на численность популяции.

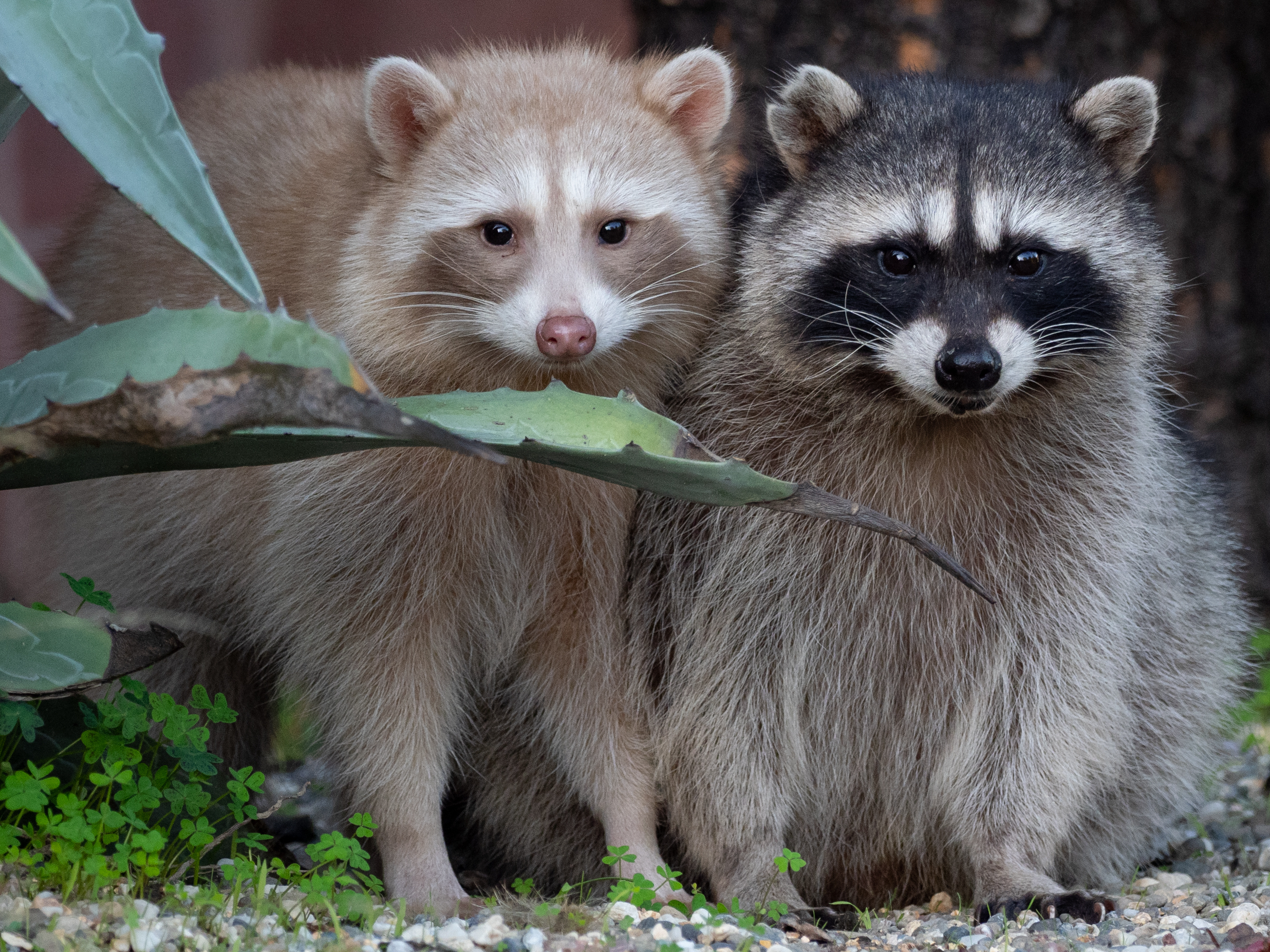
Енот-лейкист (слева)

Енот-полоскун всеяден. Хотя он очень ловко передвигается по деревьям, пищу он прежде всего добывает на земле. В питании выражена сезонная смена кормовой базы: весной и в начале лета основу рациона составляет животная пища, а во второй половине лета и осенью — растительная. Основной животный корм енота — насекомые и земноводные, реже рептилии (змеи, ящерицы), дождевые черви, моллюски, раки и крабы, рыба, грызуны, птицы и их яйца. Растительный рацион состоит из ягод, желудей, орехов (например, грецких орехов) и фруктов (таких, как яблоки и груши). Перед едой енот полощет корм в воде, отсюда его русское название «полоскун», японское «洗熊» («араигума», досл. «моющий медведь», хотя так же японцы называют и обыкновенного барсука) и латинское видовое lotor. В неволе енот проделывает это даже с идеально вымытой пищей. Часто енот не съедает добычу на месте, а относит её в дупло или на ветку дерева. Проживая рядом с людьми или в населённых пунктах, енот роется в отбросах и даже берёт еду с рук. Контактов с дикими енотами советуют[кто?] избегать, поскольку они нередко становятся переносчиками опасных заболеваний. Кроме того, в антропогенных условиях енот может в поисках пропитания проникать в дома. Забредает в курятники, а в Азербайджане нередко питается курами, ночующими на деревьях. Может питаться початками на кукурузных полях.
Енот — очень жизнестойкий зверь. Он невосприимчив ко многим инфекционным и инвазионным заболеваниям. Енот активно отбивается от хищников. На него нападают койоты, волки, рыжие рыси, илька, аллигаторы, совы, на детёнышей — змеи. В Предкавказье численность енотов хорошо регулирует обыкновенный шакал. При этом оба они здесь — инвазивные виды (Пензиков, 1983).
По характеру енот активен, любопытен, драчлив, смел и хитёр. В США и в других странах мира енота иногда держат как ручное животное.

## Социальная структура и размножение
Еноты являются моногамами, живут парами. Гон происходит в феврале—марте (в белорусском Полесье гон проходит с февраля по апрель, в Дагестане — с февраля по май, иногда до августа), беременность продолжается 60-63 дня. Самка приносит 3—6 детёнышей (реже рождается 6-8 детёнышей, известны случаи рождения до 12 детёнышей), ещё не имеющие характерной «маски» на морде и полос на хвосте. На 18—20-й день детёныши прозревают. В 1,5-месячном возрасте у детёнышей окончательно прорезаются зубы, а в возрасте 2-2,5 месяцев, с середины июня они начинают идти с матерью на поиск пищи. В августе—сентябре, в возрасте 4—5 месяцев молодые еноты становятся самостоятельными, но иногда выводок остаётся при матери до самой зимы, начиная вести самостоятельный образ жизни после окончания спячки. Самки достигают половой зрелости в годовалом возрасте, самцы — в два года.
На воле, как правило, еноты живут не больше 5 лет. В домашних условиях продолжительность жизни может доходить до около 20 лет.

## Генетика
В кариотипе — 38 хромосом, число плеч аутосом — 68.

## Хозяйственное значение

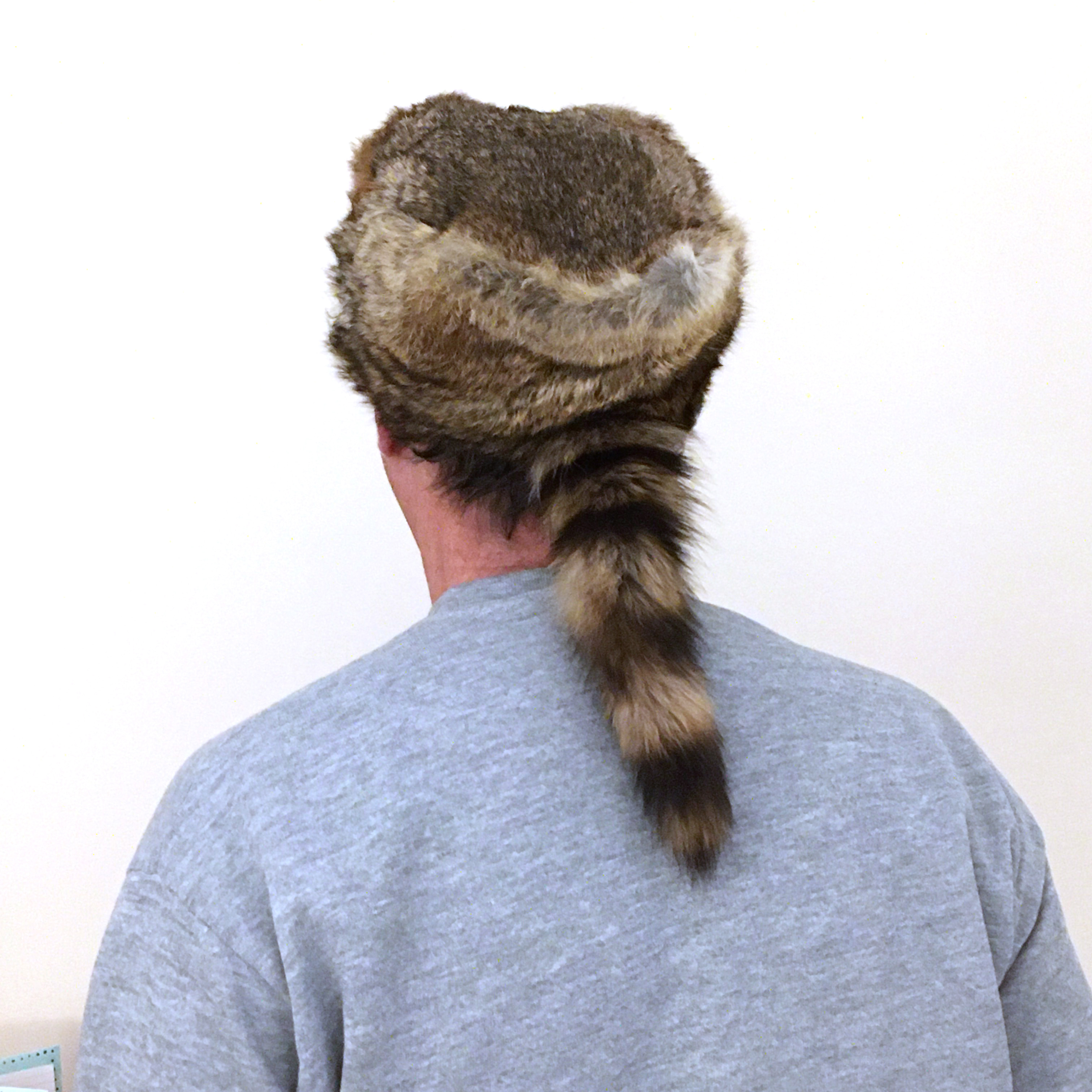
Енотовая шапка с хвостом, вид сзади

Енот-полоскун — ценный пушной зверь, хотя в тех же США енотовые шкуры в середине XX века не обладали большой ценностью. Активно добывали енотов европейские колонизаторы, а впоследствии — власти США, в отдельных районах жалование чиновникам выдавалось шкурками енотов (так, секретарю полагалось 300 шкурок). В начале XX века енотовый мех шёл на меховые пальто для автомобилистов. В СССР енотовый мех шёл на подкладку мужских шуб и иногда для пошивки меховых воротников, муфт и горжетов. Что характерно, шкуры с более тёмным окрасом считались более ценными и потому более дорогими.
В СССР первые опыты по разведению енота были проведены в 1936 году, на Кавказе, в Средней Азии (в частности, в Казахстане), Белоруссии и на Дальнем Востоке. В Азербайджане, где енота акклиматизировали в 1941 году, наиболее успешной акклиматизация енота оказалась в Закатало-Нухинской долине (а также в Куба-Хачмасском лесном массиве, в Талышских горах и некоторых других районах). В Приморском крае енот-полоскун не прижился, хотя и просуществовал здесь с 1937 по 1976 год. После 1954 года в Приморье было выпущено 486 енотов. Но енотовидная собака оказалась сильным конкурентом енота в борьбе за местные ресурсы. Дальневосточная харза также, по-видимому, стала одним из факторов неудачи натурализации енота.
В США енот является промысловым видом. В Северной Америке в наиболее оптимальных условиях плотность вида доходит до 300 особей на 1000 гектаров: тогда еноты часто разоряют поля, сады, виноградники, бахчи и курятники, вредя фермерским хозяйствам. В Закавказье и в Дагестане плотность енота на отдельных участках колеблется в пределах от 20 до 30 особей на 1000 гектаров. Одним из самых известных изделий, изготавливаемых из енотового меха — шапка с хвостом, носившаяся американскими трапперами.
Зверя можно также успешно разводить в неволе. Выбраковывают зверей с признаком самсоновости (ватности волосяного покрова), которая представляет собой врождённый дефект, при котором наблюдается свалянность пуховых волос из-за плохо развитой ости.
Енот-полоскун также приносит пользу уничтожением сельскохозяйственных вредителей, а также вредителей лесного хозяйства.

## В культуре
Енот оказал существенное влияние как и на культуру индейцев, коренных жителей Америки, так и на культуру осевших потомков европейских колонизаторов и африканских рабов. В культуре енот может выставляться как хитрый и смышлёный персонаж, иногда с вороватым характером.

### В мифологии и фольклоре
- Азебан[англ.] — енот-трикстер, персонаж мифологии абенаков. Вообще енот в качестве трикстера известен у многих племён востока Северной Америки[26].
- Братец Енот (англ. Brer Coon) является одним из персонажей цикла афроамериканских народных сказок, обработанных Джоэлем Харрисом под названием «Сказки дядюшки Римуса».
- Сокращение «coon», образованное от английского наименования енота, англ. raccoon, использовалось как оскорбительное прозвище афроамериканцев.

### В литературе
- «Крошка Енот и тот, кто сидит в пруду» (англ. Little Raccoon and the Thing in the Pool) — сказка американской детской писательницы Лилан Мур, известная в России благодаря мультипликационной экранизации 1974 года, выпущенной ТО «Экран».
- Енот Бобби (англ. Bobby Coon) — один из персонажей серии книг американского детского писателя Торнтона Бёрджесса[англ.], на русском языке публикующихся с 2020 года.
- В святочном рассказе Александра Куприна «Чудесный доктор» (1897) среди второстепенных персонажей присутствует некий «господин в енотовой шубе», сказавший просившему милостыню у прохожих одному из главных героев, Емельяну Мерцалову «что надо работать, а не клянчить».
- Еноты Еня и Еля - главные герои серии детских книг Анны Гончаровой.

### В комиксах
- Енот Ракета (Реактивный Енот, Ракета, англ. Rocket Raccoon) — персонаж комиксов Marvel, член команды «Стражи Галактики».

### В кинематографе
- Енот Ракета — персонаж из медиафраншизы «Кинематографическая вселенная Marvel» (КВМ), основанный на одноимённом персонаже «Marvel Comics». Ныне капитан команды «Стражи Галактики» и бывший Мститель. Роль персонажа в КВМ с помощью технологий захвата движения исполняет американский актёр Шон Ганн, а озвучивает персонажа американский актёр Брэдли Купер.

### В мультипликации
- Покахонтас — ручной енот Мико, питомец главной героини.
- «Еноты» — канадский мультсериал 1985—1992 г.
- Енот — супергерой, альтер эго главного героя «Южного Парка» Эрика Картмана, пародия на Росомаху, супергероя вселенной «Marvel».
- «Лесная братва» (2006 г.) — главным героем является енот Эр-Джей

### В видеоиграх
- «Sly Cooper» — серия стелс-платформеров, главный герой является антропоморфным енотом.

## Галерея

Енот-полоскун в Московском зоопарке
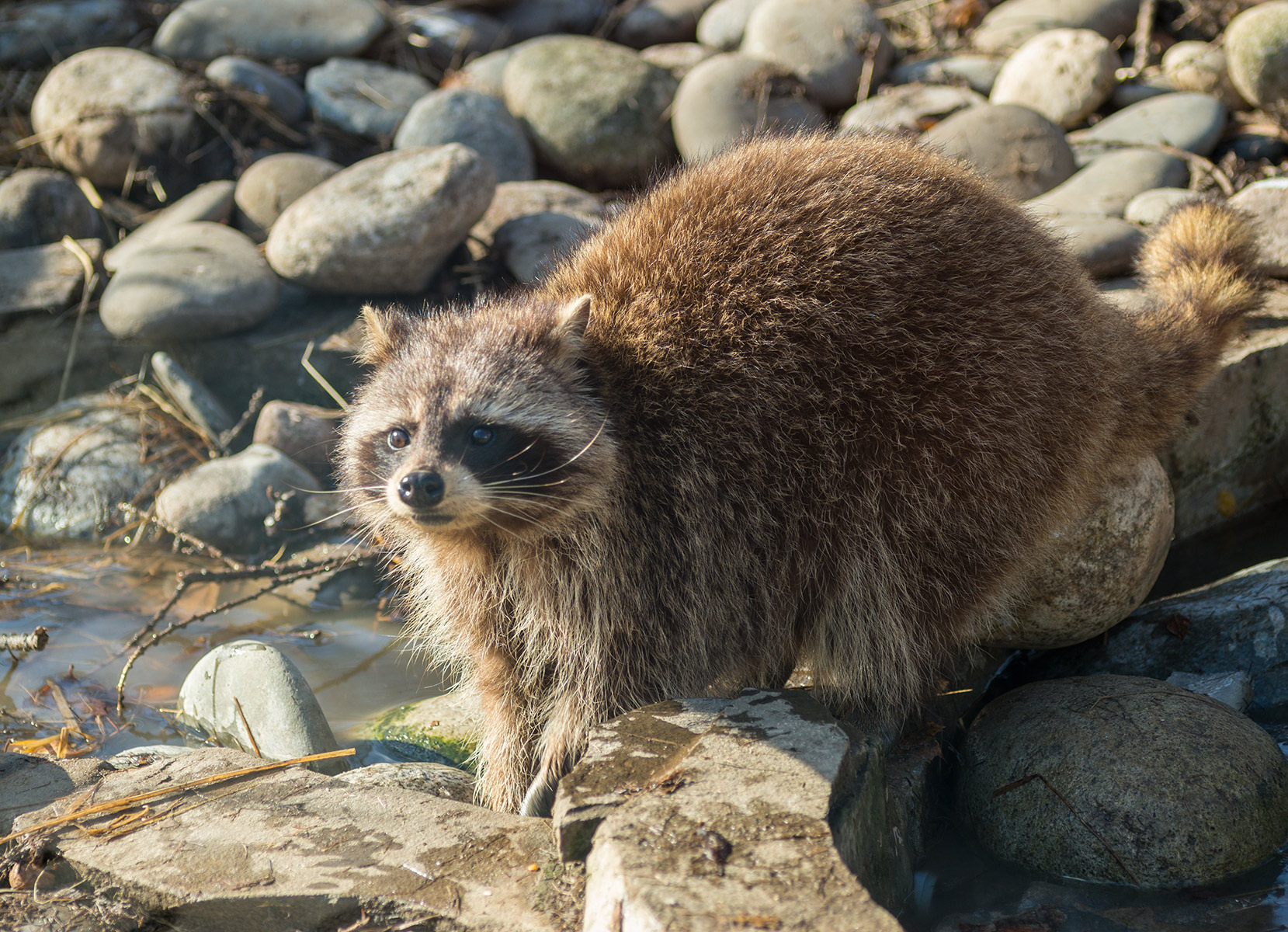
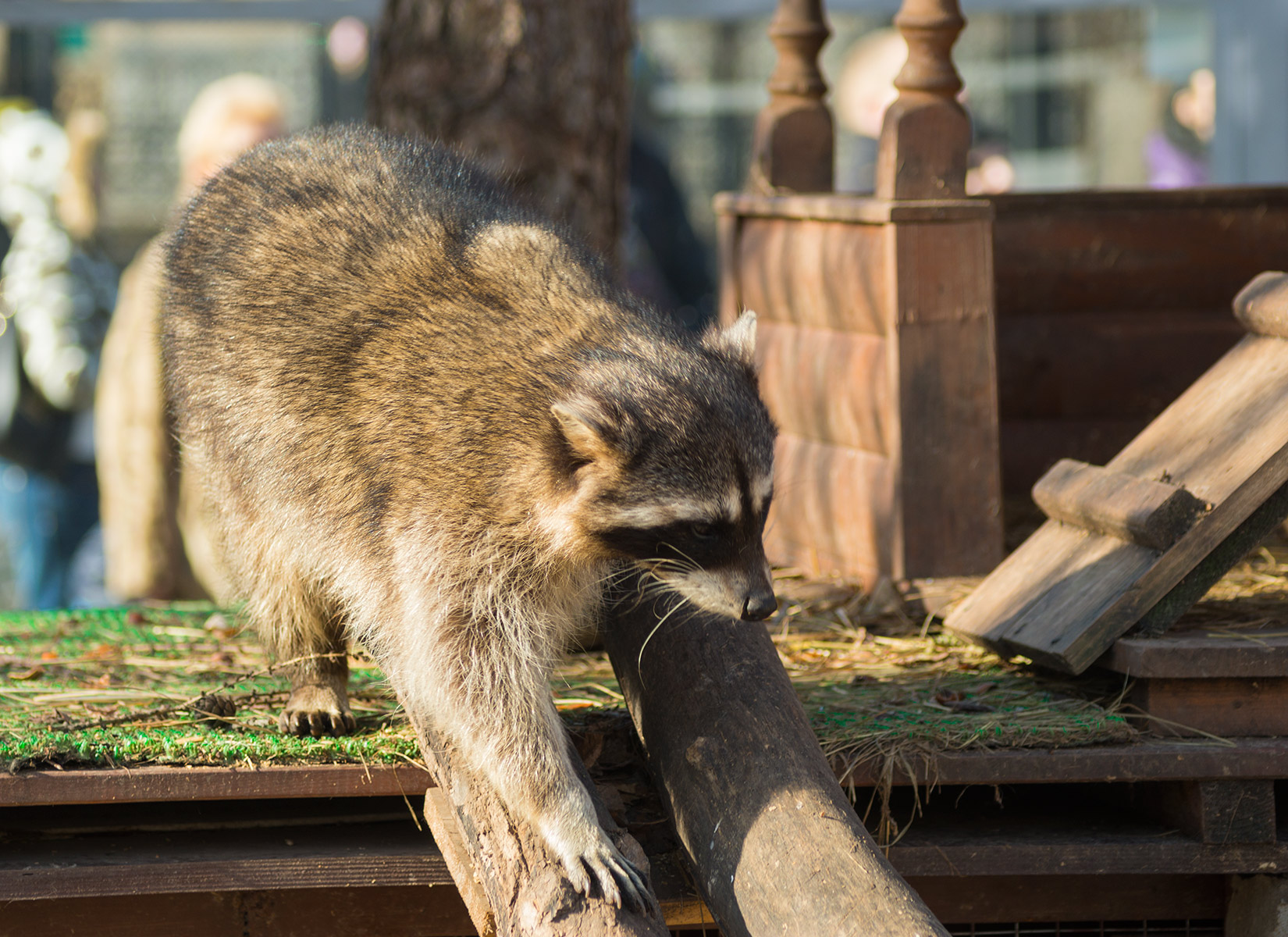
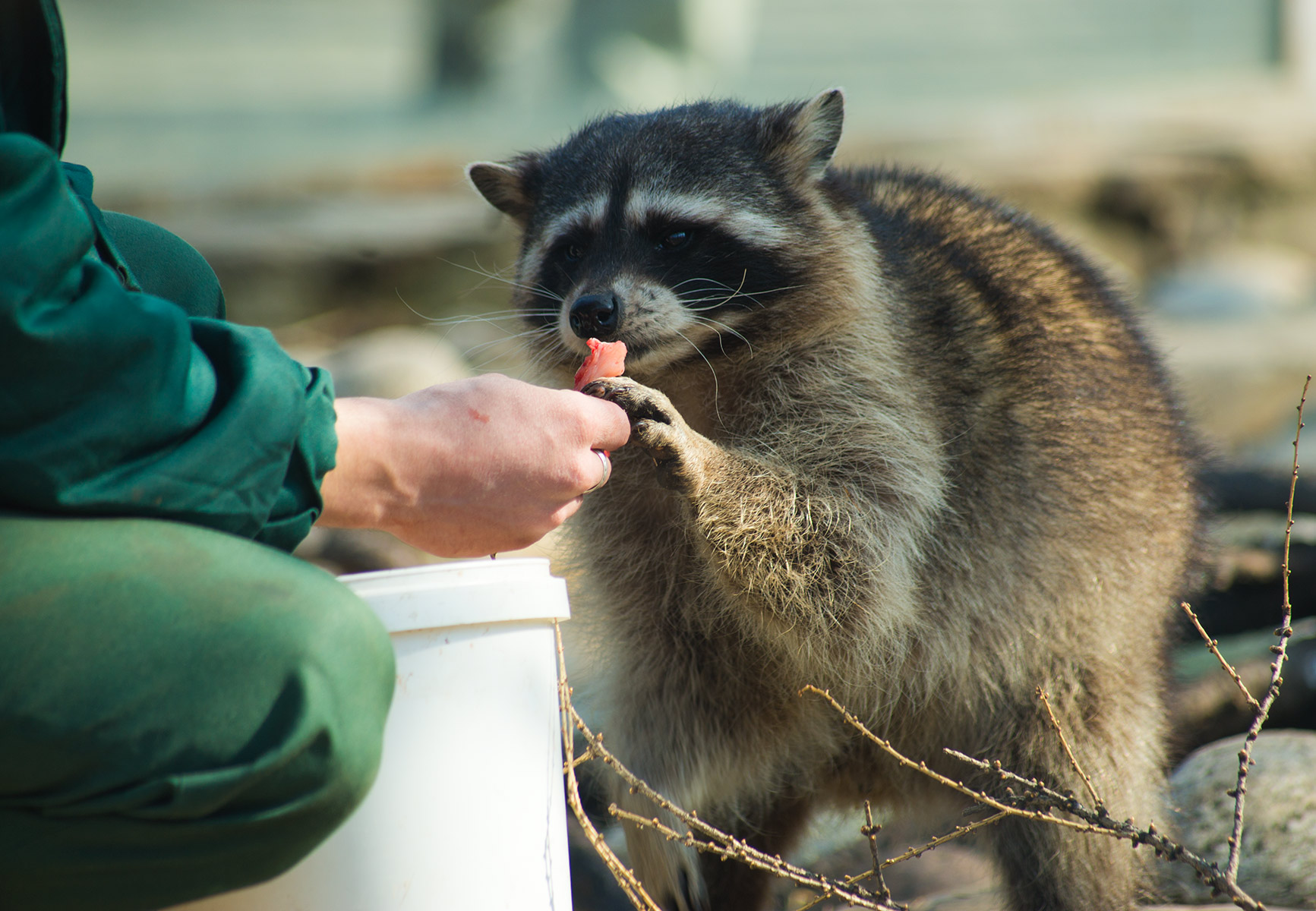